# Novo Selo (Sokolac, BiH)
Novo Selo je naselje u općini Sokolac, Republika Srpska, BiH.